# Onobrychis hajastana
Onobrychis hajastana är en ärtväxtart som beskrevs av Aleksandr Alfonsovitj Grossgejm. Onobrychis hajastana ingår i släktet esparsetter, och familjen ärtväxter. Inga underarter finns listade i Catalogue of Life.